# Alexander Blackwell
Alexander Blackwell (född omkring 1700, död 15 juli 1747) var en skotsk äventyrare som avrättades (genom halshuggning) i Sverige efter att ha involverats i politiska intriger i landet.

## Biografi

### Verksamhet i Skottland
Blackwell studerade några år vid universitetet i Edinburgh, och promoverades enligt samtida källor till medicine doktor. Av någon anledning fortsatte han inte på den medicinska banan, utan öppnade i stället ett tryckeri. Affärerna gick dåligt, och han blev allt mer skuldsatt. Verksamheten resulterade i två års bysättningshäkte.
Hans nästa karriär som författare till flera agrara skrifter om jordförbättring och andra naturvetenskapliga och ekonomiska ämnen var betydligt mer lyckosam. 

### Flytten till Sverige
Både Blackwell och hans hustru Elisabeth var kunnig inom botani och det var via detta som Carl von Linné först blev varse om Alexander Blackwell. von Linné använde den svenske ministern i London för att kontakta Blackwell och delge honom en inbjudan att komma till Sverige. Det var i egenskap av botaniker, medicinare och framgångsrik jordbruksexpert som han då kallades till Sverige år 1742, som vid denna tid var mycket mottagligt för denna typ av läror. Det svenska jordbruket var klent utvecklat. Här imponerades man av hans doktorstitel och utnämnde honom till "kunglig livmedikus" hos Fredrik I. Den gamle kungen tog tacksamt emot hans tjänster, vilket han visade genom att låta Blackwell arrendera Ollestads kungsgård i Västergötland. Villkoret var att han bland annat genom resor och undervisning skulle sprida kunskap om ett förbättrat jordbruk. Carl von Linné och andra svenska vetenskapsmän såg med misstänksamhet på skottens framfart och kritiserade hans förehavanden.
Blackwell red på sina framgångar och såg sig kallad att göra tjänst som politiker. På hans agenda fanns idén att åstadkomma ett närmande mellan Sverige, Danmark och Storbritannien. Med den avsikten inledde han förbindelser med det brittiska sändebudet i Danmark, där Louise av Storbritannien var drottning.
I mars 1747, i ett av sina besök vid hovet, lovade han Fredrik I att kungen skulle få 100 000 pund sterling för att medverka i det projekt som skulle närma staterna till varandra. I planen ingick att stärka kungamakten och att Fredrik skulle efterträdas av någon från Danmark eller Storbritannien. Den 71-årige kungen var alls inte intresserad, utan berättade om mötet för tronföljaren Adolf Fredrik och för kansliets chef Carl Gustaf Tessin. Blackwell hade redan tidigare talat med Tessin om pengarna, men då sagt att de skulle användas till att förgöra det franska partiet.

### Torterad och avrättad
Att Blackwell gett sig in i Sveriges utrikespolitik och tagit sig friheter av sådan storlek kunde inte accepteras, utan han häktades och förhördes under tortyr. På regeringens särskilda befallning blev Blackwell två gånger torterad i den ökända fängelsehålan Tjuvkällaren under ett hus vid Stortorget. Han blev naken upphängd med framsidan av kroppen mot den iskalla, fuktiga stenmuren, så att han endast med en fot nådde golvet. När tortyren för andra gången pågått i tjugo timmar var Blackwell alldeles kall, och fältskären förklarade att det var fara för livet. Då måste man sluta för den gången. Han blev sedan förd till den ännu mer beryktade Rosenkammaren, som var belägen under ett hus på Smedjegården. Där blev han med en järnkedja, som var fäst vid hans handlovar, upphissad i taket så pass högt att han nätt och jämnt kunde nå marken med ena foten. Rummet var en berghåla, fylld med rinnande iskallt vatten som nådde offret halvvägs upp på benen.
De bekännelser han gjorde efter tortyren var inte mycket mer än vad som omfattar det beskrivna skeendet. Trots det förklarades Blackwell vara "av bindande skäl och egen bekännelse" förvunnen att ha umgåtts med en högst skadlig anläggning mot rikets "ömmaste" grundlagar. Han dömdes därför till döden och avrättades genom halshuggning på Brunkebergsåsen den 15 juli 1747.
Målet insveptes i det djupaste mörker och nyttjades med fördel till partimanövrer. Handlingarna förseglades men har i senare tid granskats, men ingenting som tyder på landsförräderi har hittats.